# Escuela de Brentano

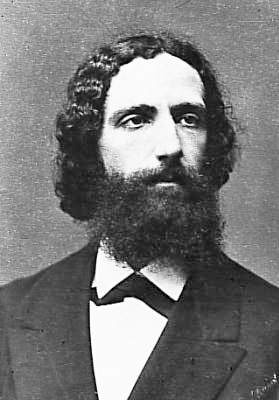
Franz Brentano, mentor de los miembros de la llamada Escuela de Brentano.

Se denomina escuela de Brentano al grupo de filósofos y psicólogos que estudiaron con 
Franz Brentano y fueron decisivamente influidos por él en su pensamiento y enseñanzas. A pesar de que no se trató de una escuela en el sentido tradicional del término, Brentano mantuvo en vida cierta cohesión entre sus antiguos discípulos. Sin embargo, algunos de sus más famosos estudiantes fueron los que más se alejaron de sus teorías.
Entre los miembros de la escuela destacan (ordenados según el periodo durante el que estudiaron con Brentano):
- Carl Stumpf (Wurzburgo, 1866 - 1870)
- Edmund Husserl (Viena, 1884 - 1886 )
- Alexius Meinong (Viena, 1875 - 1878)
- Christian von Ehrenfels
- Kazimierz Twardowski (Viena, 1885 - 1889)
- Anton Marty (Wurzburgo, 1866 - 1870)
- Alois Höfler
- Benno Kerry
- Tomáš Masaryk
- Sigmund Freud
- Rudolf Steiner

Los estudiantes de Brentano, a su vez, fundaron nuevas escuelas y movimientos:
- Stumpf enseñó a Aron Gurwitsch y fue la cabeza de la escuela de Berlín de psicología experimental, formada principalmente por Max Wertheimer, Kurt Koffka, Wolfgang Köhler.
- Edmund Husserl fundó el movimiento fenomenológico, que influyó decisivamente en:
  - La fenomenología de Múnich, cuyos máximos representantes son Johannes Daubert y Adolf Reinach.
  - La fenomenología existencial, que derivó en los trabajos de Jean-Paul Sartre, Maurice Merleau-Ponty y Martin Heidegger)
- Alexius Meinong fue el líder de la Escuela de Graz con la Teoría de los Objetos, e influyó, entre otros, a Stephan Witasek, Alois Höfler, Vittorio Benussi y Bertrand Russell.
- Christian von Ehrenfels es reconocido como el introductor del término gestalt, que llevó a la creación de la psicología de la Gestalt.
- Twardowski fue profesor de Tadeusz Kotarbiński y se convirtió en el padre de la «lógica polaca» como exponenete de la escuela de lógica de Lviv-Varsovia, formada por Jan Lukasiewicz, Stanisław Leśniewski, Kazimierz Ajdukiewicz y Alfred Tarski)
- Marty y su discípulo Karl Bühler desarrollaron una detallada teoría del lenguaje que influyó a Adolf Reinach, quien, a su vez, desarrolló una teoría de los actos del lenguaje hablado antes que John Austin.
- Sigmund Freud es el conocido inventor del psicoanálisis.

Estudiosos como Bertrand Russell, Roderick Chisholm, George Edward Moore, Gilbert Ryle, John Searle, Barry Smith, Kevin Mulligan, Peter Simons y Jan Woleński también ayudaron a reconocer las aportaciones de Brentano a la psicología analítica.
A través de los trabajos y enseñanzas de sus alumnos, la filosofía de Brentano se ha extendido y ha influido indirectamente en muchos de los debates contemporáneos en torno a la filosofía, la ciencia cognitiva y la filosofía de la mente.